# Au bord du Grand Rien
Au bord du Grand Rien est un album de la série de bande dessinée Valérian et Laureline créée par Pierre Christin, scénariste, Jean-Claude Mézières, dessinateur et Evelyne Tran-Lê, coloriste.

## Résumé
Marchands ambulants dans un vieux cargo de l'espace, Valérian et Laureline arrivent aux limites du monde connu, à la frontière de l'univers en formation : le Grand Rien. 
Les deux agents spatio-temporels s'engagent alors dans une expédition avec l'espoir d'y retrouver la Terre, rayée de l'espace-temps du cosmos.